# Anlong
Anlong, tidigare stavat Anlung, är ett härad i den autonoma prefekturen Qianxinan för buyi- och miao-folken i Guizhou-provinsen i sydvästra Kina. Det ligger omkring 210 kilometer sydväst om provinshuvudstaden Guiyang. 